# Buridu
Buridu (kinesiska: 布日都, 布日都苏木) är en socken i Kina. Den ligger i den autonoma regionen Inre Mongoliet, i den norra delen av landet, omkring 330 kilometer nordost om regionhuvudstaden Hohhot.
Genomsnittlig årsnederbörd är 440 millimeter. Den regnigaste månaden är juli, med i genomsnitt 110 mm nederbörd, och den torraste är januari, med 2 mm nederbörd.